# واو!
وأو (بالإنجليزية: WOW - WideOpenWest)‏: هي تاسع أكبر شركة تزويد خطوط الاتصالات في أمريكا، أنشئت عام 1996، وبدأت بتزويد خطوط التلفاز بولاية ميتشيغان وأوهايو وإنديانا.

## الخدمات
تقدم شركة واو العديد من خدمات الاتصالات منها: الإنترنت عالي السرعة، ومسجلات فيديو رقمي، وخطوط التلفاز عالي الدقة والخطوط الرقمية، وتنتشر شركة واو حالياً في تينيسي، وألاباما، و جورجيا وكارولينا الجنوبية وفلوريدا وكانساس.

## الجوائز
- 2013 : تكريم شركة واو من قبل مركز أوهايو للعمل كأفضل مكان للعمل.
- 2013 : تكريم المؤسسة للمرة الثالثة على التوالي من قبل مراكز العمل الوطنية كأفضل الأماكن للعمل.
- 2009 : تم منحها جائزة أفضل شركة تزويد إنترنت وخطوط الاتصالات.[2][3]